# Ragály
Ragály ist eine ungarische Gemeinde im Kreis Putnok im Komitat Borsod-Abaúj-Zemplén.

## Geografische Lage
Ragály liegt in Nordungarn, 39,5 Kilometer nordwestlich des Komitatssitzes Miskolc und 14 Kilometer nordöstlich der Kreisstadt Putnok an dem Fluss Csörgős-patak. Nachbargemeinden sind Trizs, Imola, Zubogy,  Alsószuha und Zádorfalva.

## Geschichte
Im Jahr 1913 gab es in der damaligen Kleingemeinde 111 Häuser und 639 Einwohner auf einer Fläche von 2699 Katastraljochen. Sie gehörte zu dieser Zeit zum Bezirk Putnok im Komitat Gömör és Kishont.

## Gemeindepartnerschaften
- Krásnohorská Dlhá Lúka, Slowakei, seit 2004[2]
- Mărtănuș, Rumänien, seit 2008[2]
- Szalafő, Ungarn, seit 2006[2]

## Sehenswürdigkeiten
- Bálint-Balassi-Büste, erschaffen von Antal Borsi

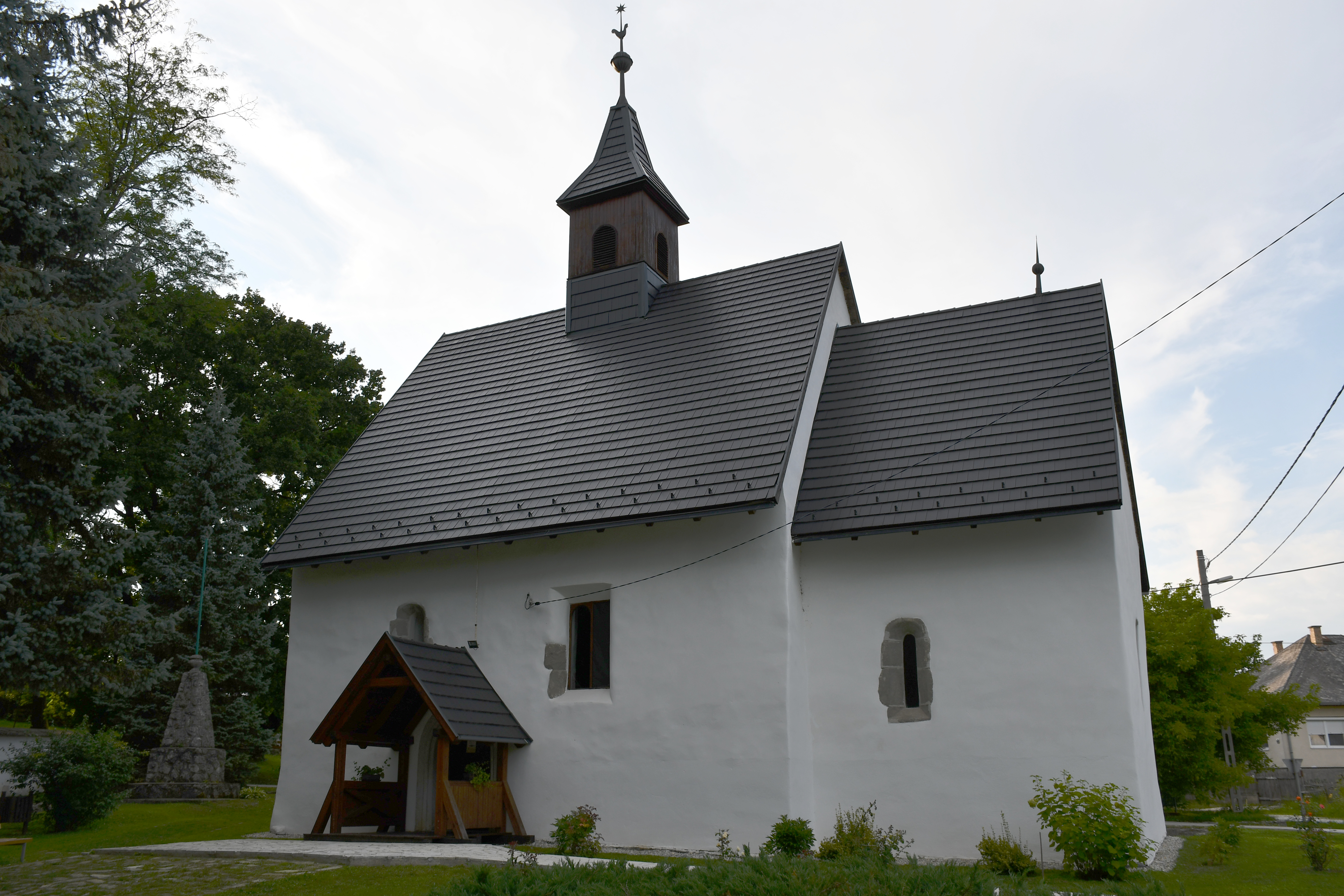
Reformierte Kirche
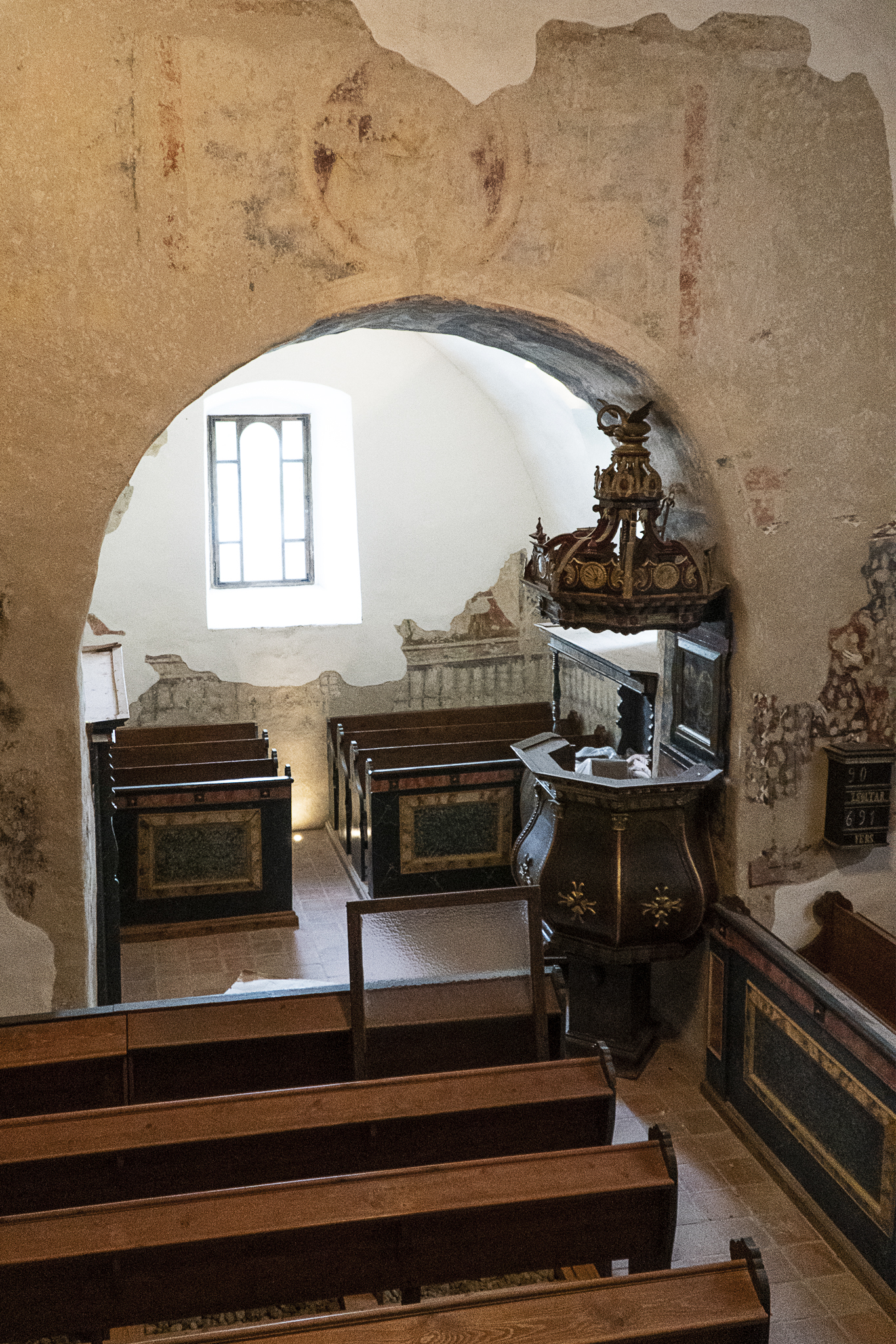
Innenraum der reformierten Kirche
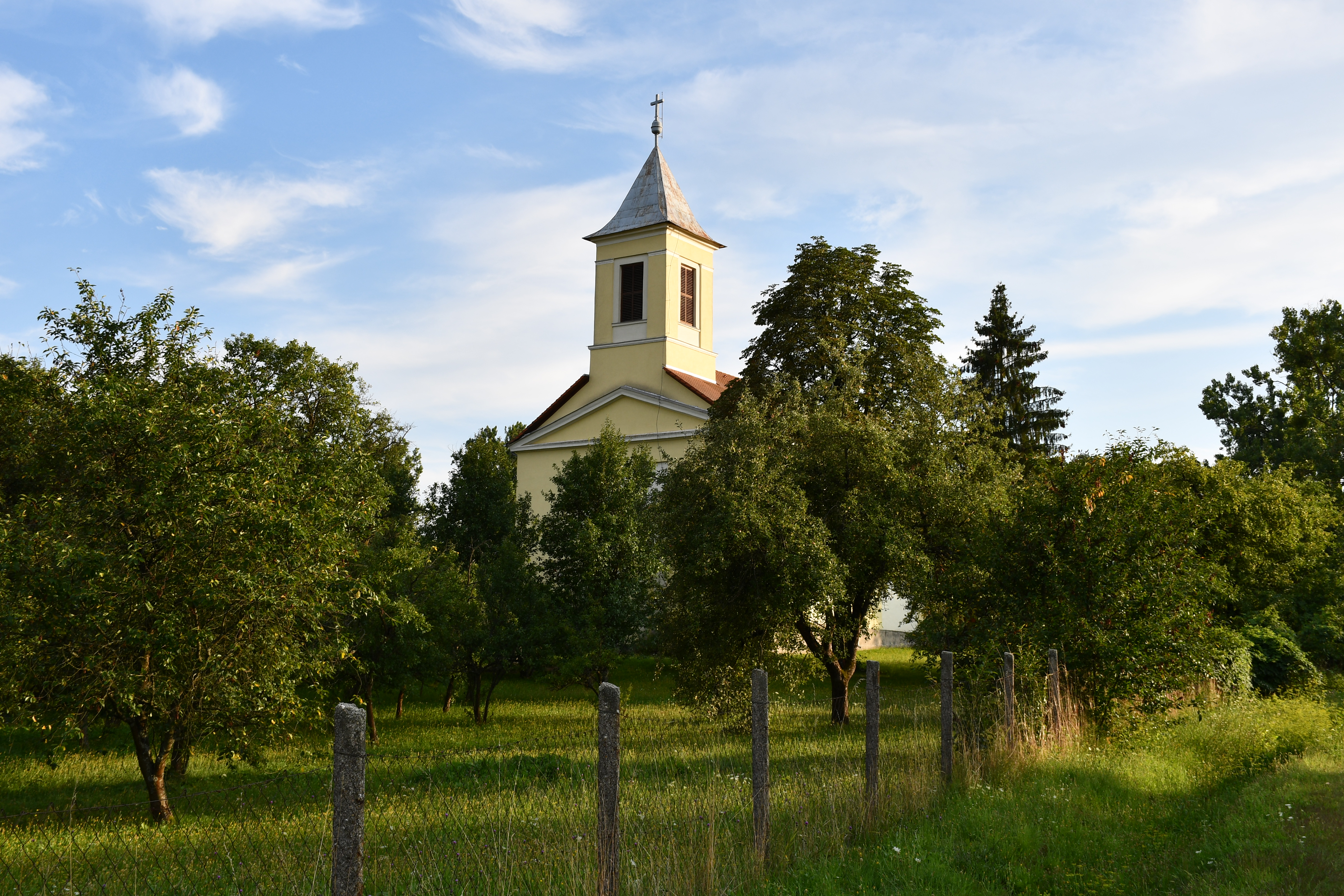
Römisch-katholische Kirche Xavéri Szent Ferenc, erbaut 1842
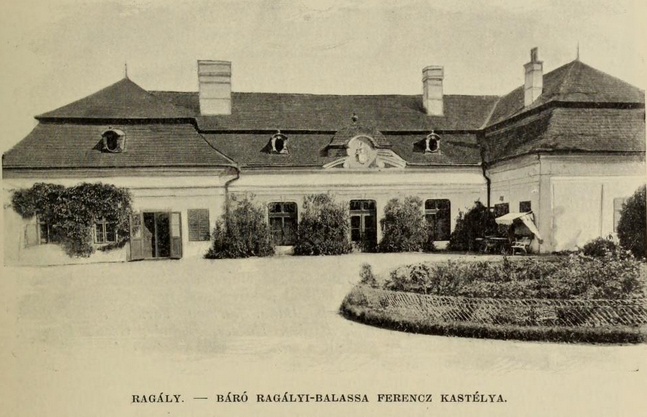
Schloss Balassa (Balassa-kastély)
- Weltkriegsdenkmal

- Reformierte Kirche
- Innenraum der reformierten Kirche
- Römisch-katholische Kirche Xavéri Szent Ferenc
- Schloss Balassa (1903)

## Verkehr
In Ragály treffen die Landstraßen Nr. 2601, Nr. 2603 und Nr. 2607 aufeinander. Der nächstgelegene Bahnhof befindet sich in Kazincbarcika.